# Normalizare (Cehoslovacia)
Normalizare (în cehă normalizace, slovacă normalizácia) este denumită în istoria Cehoslovaciei, perioada de după suprimarea violentă a Primăverii de la Praga de către armatele Pactului de la Varșovia în august 1968.
La începutul acestei perioade, necesitatea „normalizării condițiilor” a fost justificarea oficială a măsurilor represive precum reînnoirea cenzurii, dizolvarea organizațiilor sociale și politice independente apărute în anul reformei 1968 și „epurările” în Partidul Comunist. Criticii regimului au fost persecutați și închiși. Cu toate acestea, nu au existat procese politice spectacol cu condamnări la moarte, așa cum a fost cazul în timpul stalinismului de la începutul anilor 1950.
Într-un sens mai restrâns, „normalizarea” se referă doar la perioada până la Congresul al XIV-lea al Partidului Comunist din mai 1971. Într-un sens mai larg, întreaga perioadă de douăzeci de ani din 1969 până în 1989 se numește așa, și anume menținerea status quo-ului până la căderea regimului comunist.